# AMX-10 P
L'AMX-10 P est un véhicule de combat d'infanterie conçu par les ateliers de construction d'Issy-les-Moulineaux à la fin des années 1960. Il fut employé par l'infanterie française en 1973, à partir de 2008, il commence à être remplacé par le VBCI jusqu’à son retrait complet en 2015.

## Histoire

### Origines et construction
L'AMX-10 P est conçu en remplacement de l'AMX-13 VCI, avec la capacité de franchir des coupures humides et de combattre dans un contexte de conflit NBC. Il est doté d'une mobilité comparable à celle du char AMX-30, pour appuyer ses déploiements.
Le blindé est développé au milieu des années 1960 par le GIAT, sur le site de l'AMX/APX au plateau de la Minière à Satory (Versailles). Il est fabriqué en série à partir de 1973 par l'Atelier de construction de Roanne (ARE aujourd'hui Nexter Systems), pour l'armée française, puis avec succès pour l'exportation.

### Essais
Les essais techniques sont réalisés dès 1970 par le 1er groupe de chasseurs de Reims, et notamment les franchissements. Les premiers tests en condition de combat avec un équipage complet ont été réalisés en juillet 1972 sur le terrain de manœuvres de Poigny-la-Forêt, appartenant au 501e régiment de chars de combat basé à l'époque à Rambouillet, aujourd'hui à Mourmelon-le-Grand. L'équipage du char Longumeau (AMX-13) du 5e escadron au 501 a été désigné pour effectuer ces tests. Chaque personnel a été équipé de capteurs cardiaques, pour étudier les réactions de l'organisme humain dans ce blindé.

### Livraisons

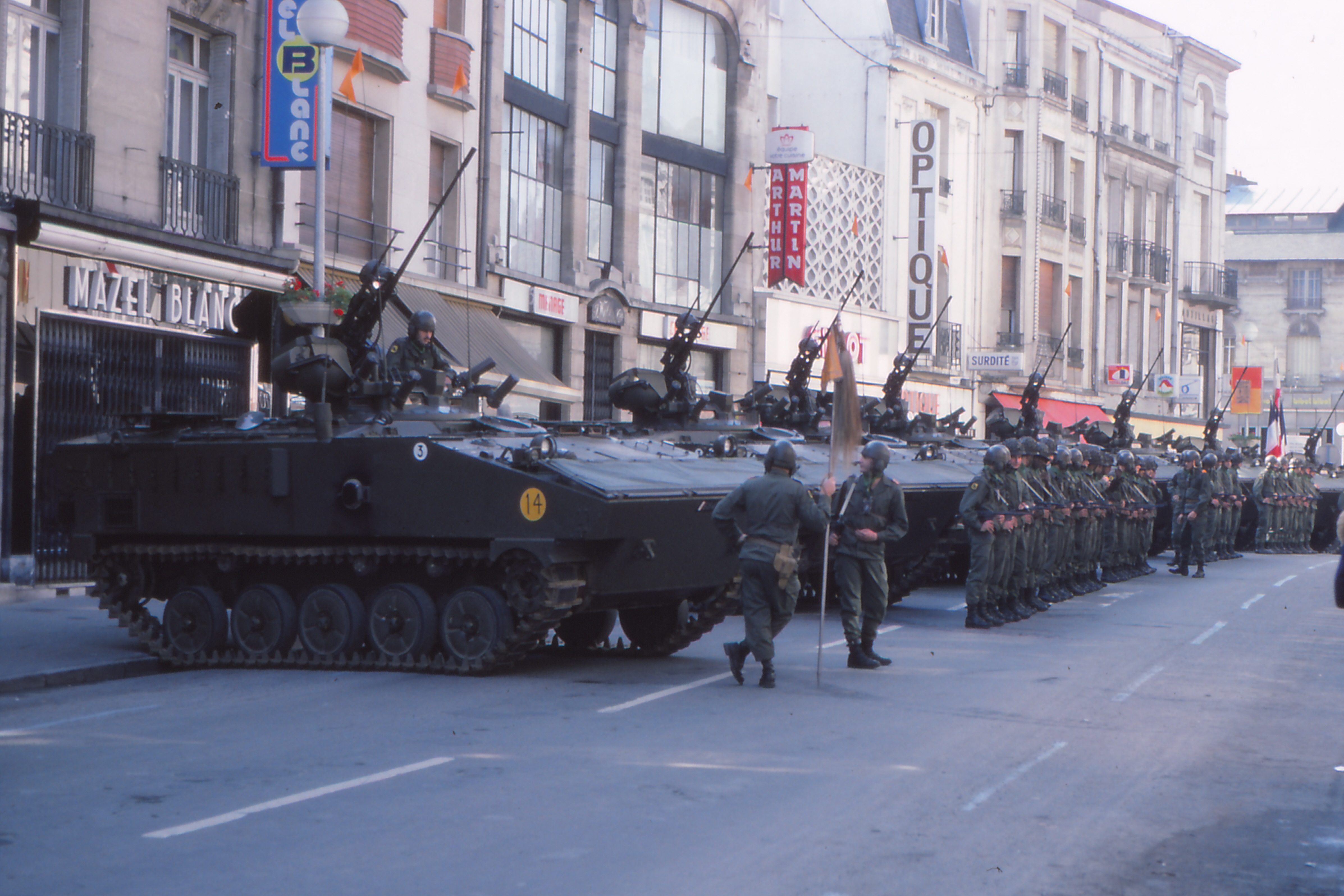
Cavaliers portés sur AMX-10 P à Verdun le 14 juillet 1979. Ils font partie du 2e régiment de chasseurs qui est à cette date rattaché à la 4e division blindée.

Les livraisons à l'armée de terre française commencent en 1973. Un total de 1 810 engins sont produits jusqu’en 1994. Ils sont destinés en majorité aux régiments d'infanterie mécanisée; 14 en 1989 dont 13 rattachés à une division blindée disposant de 54 AMX-10 P se répartissant en : 36 véhicules de combat d'infanterie, 12 véhicules blindés chenillés porteurs de missiles antichar Milan, 4 véhicules blindés chenillés de commandement de compagnie, 2 véhicules blindés chenillés de transmissions régimentaires. Les 6 divisions blindées « modèle 1984 » disposent de deux de ces régiments et d'un parc théorique de 114 véhicules de combat d'infanterie et autres variantes de type AMX-10 et de 24 véhicules antichar de type AMX-10 P MILAN

### Engagements
L'AMX-10 P est engagé à plusieurs reprises sur des théâtres extérieurs.
Il équipe le bataillon français de la KFOR engagé en 1999 au Kosovo.
Neuf exemplaires de ce blindé sont déployés en Côte-d'Ivoire en octobre 2005, pour appuyer la Force Licorne dans une démonstration de force.
À la suite du conflit israélo-libanais de 2006, la FINUL voit ses moyens d'actions renforcés par une résolution de l'ONU. L'armée française envoie en conséquence deux compagnies d'infanterie mécanisée du régiment de marche du Tchad. Les AMX-10 P sont remplacés dans cette mission en septembre 2010 par des VBCI.

### Modernisation et retrait
Cent-huit AMX-10 P français ont été revalorisés entre 2006 et octobre 2008 pour un coût de 50 millions d'euros.
La Délégation Générale pour l'Armement (DGA) a passé contrat en septembre 2005 avec Nexter, et le dernier exemplaire est livré le 23 octobre 2008 au 92e régiment d'infanterie de Clermont-Ferrand.
L'AMX-10 P revalorisé est modernisé au niveau des moyens de commandement et communication avec un système d'information terminal et de navigation (SIT) et des postes radio de dernière génération. La mobilité est augmentée avec l'amélioration de la boîte de vitesses, l'installation d’une assistance au passage de vitesses et le renforcement des suspensions. La protection est revue avec des blindages en acier rapportés sur l'avant, les côtés et le toit, un fumigène large bande (système de défense rapprochée GALIX) et des moyens de détection et d'extinction rapides des incendies et explosions. L'armement reçoit un moyen de visée tout temps. Des kits d’installation sont implantés pour le missile Eryx, le lance-roquette AT4CS et le groupe de combat FÉLIN.
Cette version rénovée devait rester en service jusqu'au moins 2020, mais le retrait semble effectif en 2015.
Au sein des forces françaises, l'AMX-10 P a été remplacé à partir de 2008 par le Véhicule blindé de combat d'infanterie.

## Description

### Caisse

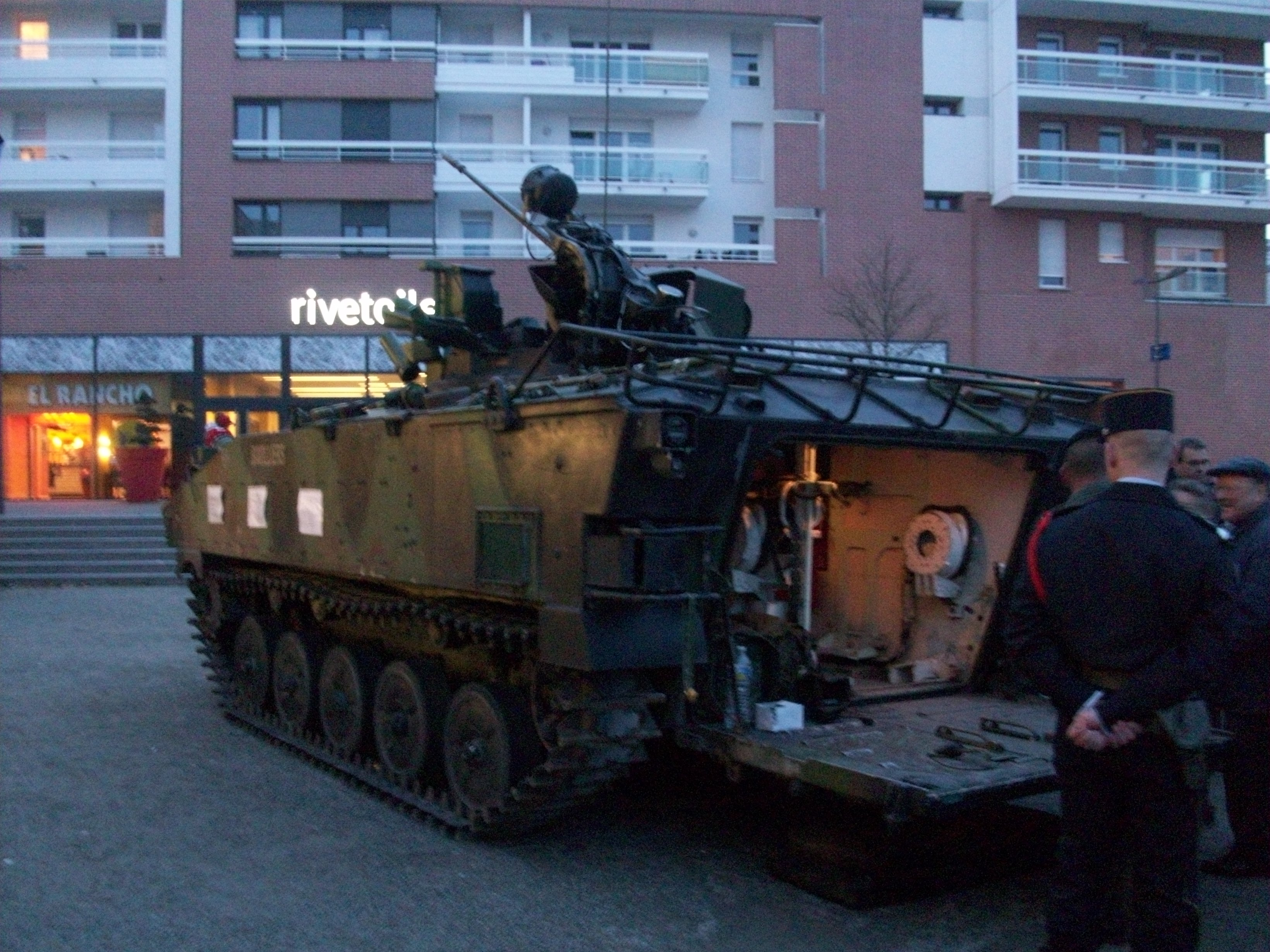
Vue arrière d'un AMX-10P trappe ouverte en 2010. Celle ci dispose de deux portes.

La caisse blindée est formée de plaques d'aluminium corroyé et soudées. Elle est de forme rectangulaire, avec un glacis incliné et pointu. Un écran pare-vagues de forme rectangulaire recouvre la partie avant du glacis.
Le poste de pilotage est situé sur la gauche du glacis et comporte trois épiscopes, dont un adapté à la vision nocturne et une trappe d'accès. Le moteur est placé à sa droite, sous des grilles de refroidissement.
L'habitacle est situé en arrière et peut accueillir huit combattants ou diverses armes et munitions. L'accès s'effectue par l'arrière de la caisse, à l'aide d'une rampe relevable, percée de deux portes et de meurtrières. Des trappes sont présentes sur le toit du véhicule et permettent le tir pour les passagers.

### Armement
La tourelle Toucan II est située en position centre gauche. Elle est biplace, équipée de deux épiscopes (chef de bord et tireur) adaptés à la vision nocturne, d'une couronne de sept meurtrières d'observation et de deux trappes d'accès. Elle pointe en site de - 8° à + 50° et tourne sur 360°.
La tourelle porte un canon de 20 mm modèle F2 de calibre 20 mm à double alimentation (projectiles explosifs et perforants, sur bandes constituées de maillons détachables) produit par Nexter (anciennement GIAT), ainsi qu'une mitrailleuse coaxiale de 7,62 mm ANF 1 à canon lourd et quatre lance-pots fumigènes (DREB ou défense rapprochée d'engin blindé). Le canon-mitrailleur de 20 mm, d'une cadence de 700 coups par minute, a une portée maximale contre les blindés légers de 1 000 m, contre les aéronefs de 1 500 m, et contre le personnel de 2 000 m.
Huit-cents coups de 20 mm (dont moins d'une centaine de projectiles perforants) et deux mille cartouches pour la mitrailleuse (sous forme de bandes placées dans des caissettes métalliques) constituent la dotation standard.

### Motorisation et train de roulement
Le moteur est un engin Hispano-Suiza HS 115 Diesel turbocompressé doté de deux réservoirs de carburant de 250 l. Il anime un train de roulement à chenilles, constitué sur chaque côté de la caisse de cinq galets porteurs, trois galets de support, un barbotin à l'avant et une poulie de renvoi à l'arrière. De fines plaques de blindage masquent les galets supports.
Les chenilles des AMX-10P déployés au Liban devaient être changées environ toutes les trois semaines.

### Mobilité
Le véhicule se déplace à une vitesse maximale de 65 km/h sur route, passe des pentes de 60 %, des dévers de 30 %, des obstacles verticaux de 0,7 m et des coupures larges de 1,6 m. Il est amphibie et navigue  en rivière à une vitesse maximale de 7 km/h, sous l'action d'hydropropulseurs. Il roule dans l'obscurité à l'aide d'un dispositif de vision nocturne et en ambiance NBC.

## Versions

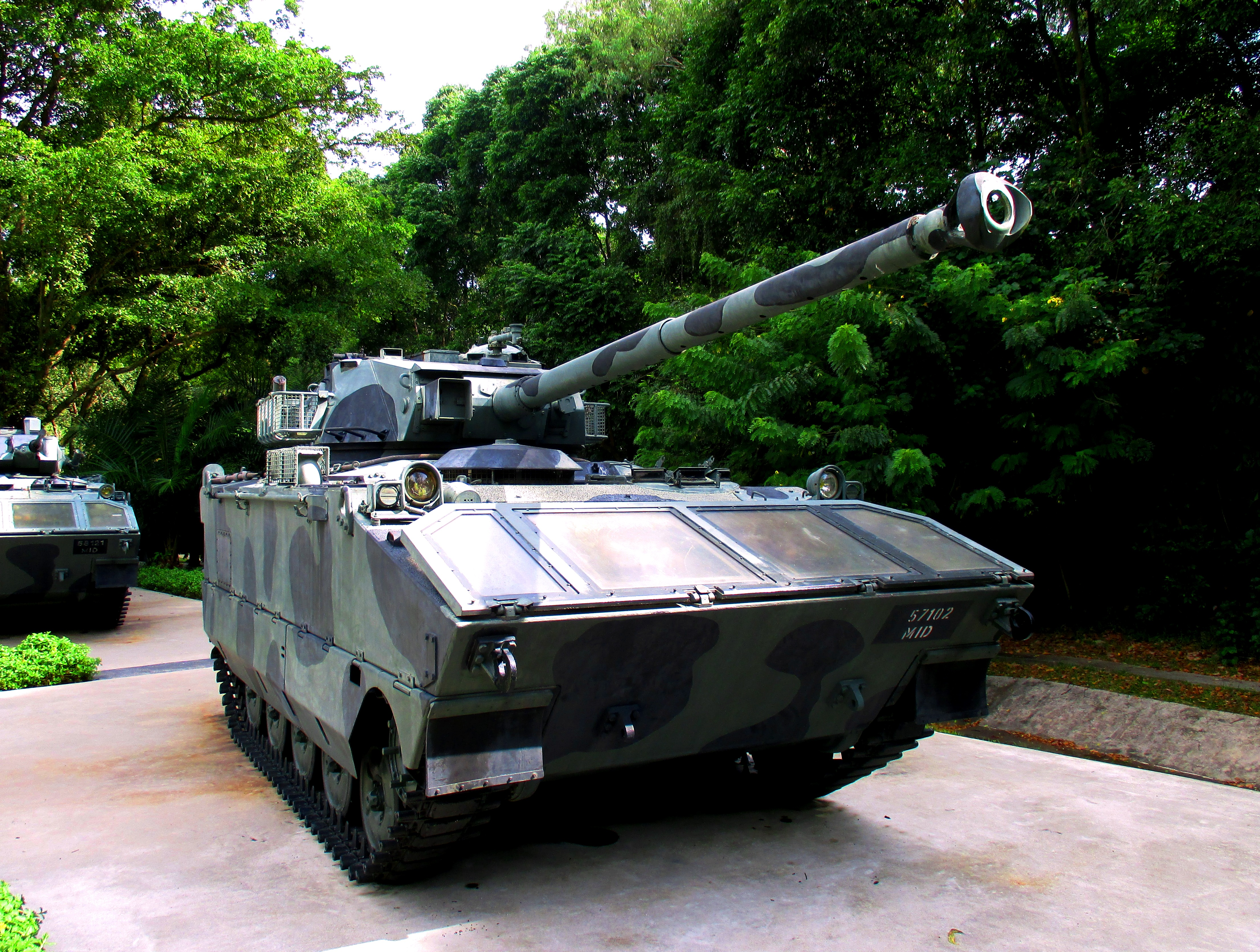
AMX-10 PAC de l'armée du Singapour avec un canon de 90 mm dans un musée.

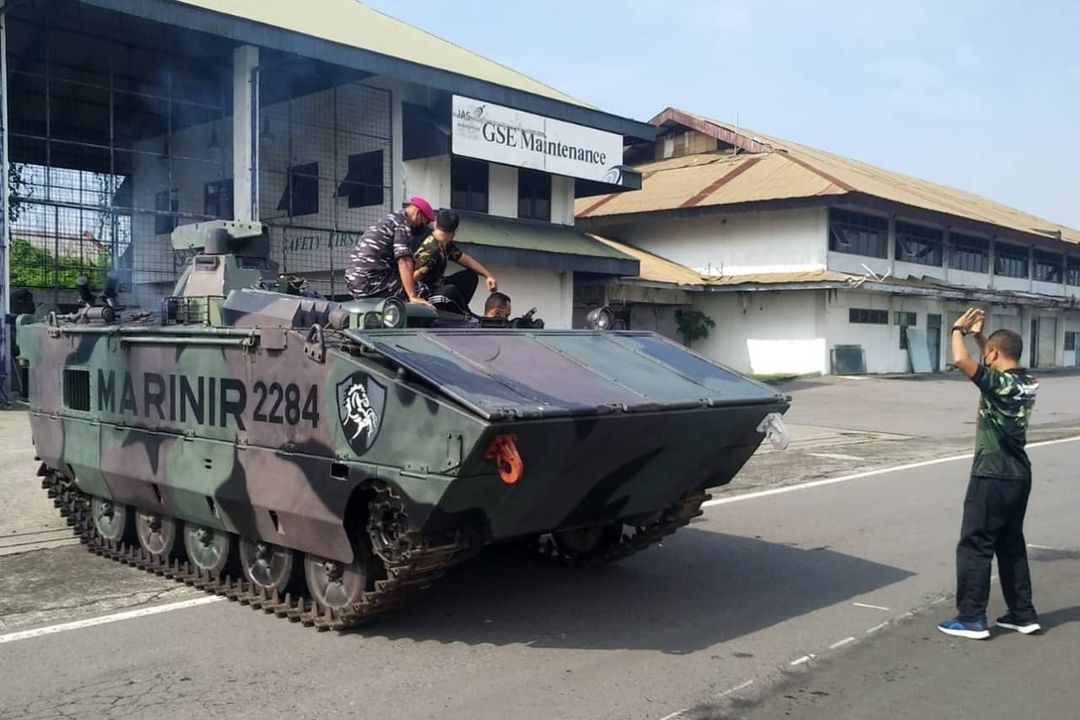
Un AMX-10 P du Corps des fusiliers marins indonésiens en 2022.

- AMX 10 P : version de base (P pour personnel)
- AMX 10 PH : version modifiée du P à partir de 1977 (emplacement des lance-pots fumigènes, compartiment NBC)
- AMX 10 P Milan : équipée de deux lanceurs Milan
- AMX 10 HOT : lance-missiles antichar HOT (appelée aussi AMX Lancelot), restée à l état de prototype
- AMX 10 M ou AMX 10 ACRA : projet de chasseur de char armé d'un canon de 142 mm lançant le missile Anti-Char Rapide Autopropulsé qui n'a existé qu'à l'état de prototype[16]
- AMX 10 TM : équipée d'un mortier de 120 mm
- AMX 10 PAC 90 : canon antichar GIAT de 90 mm , employé par Singapour et l'Indonésie
- AMX 10 P Marine : capacités amphibies améliorées
- AMX 10 PC : char de commandement
- AMX 10 VOA : observateur d'artillerie
- AMX 10 ECH : véhicule de dépannage équipé d'une petite grue sur le toit ; ce véhicule a été présenté pour la première fois lors de l'Exposition de matériels d'armement terrestre à Satory en 1977[17].
- AMX 10 SAO : véhicule d'observation d'artillerie conçu pour l'export.
- AMX 10 THS : prototype équipé d'une transmission hydrostatique qui lui donnait une mobilité remarquable, resté à l'état de prototype.
- AMX 10 AMB : version ambulance développée pour l'exportation.
- AMX 10 TTB : prototype équipé d'une tourelle armée du canon Bofors de 40 mm.
- AMX-10P 25 : prototype équipé d'une tourelle Dragar armée d'un canon 25 mm en 1983 (au musée des Blindés de Saumur, comme le THS, le SAO et le TTB).
- AMX-10 C : étudié parallèlement à l'AMX-10 RC, le modèle C reprenait le train de roulement à chenille de l'AMX-10 P. L'engin n'a pas dépassé le stade du prototype. Longueur : 6,24 m, largeur : 2,78 m, hauteur : 2,71 m, poids : 14,5 t ; armement : un canon de 105 mm BK MECA L/48 (vitesse initiale 800 m/s) approvisionné à 40 coups.

## Utilisateurs

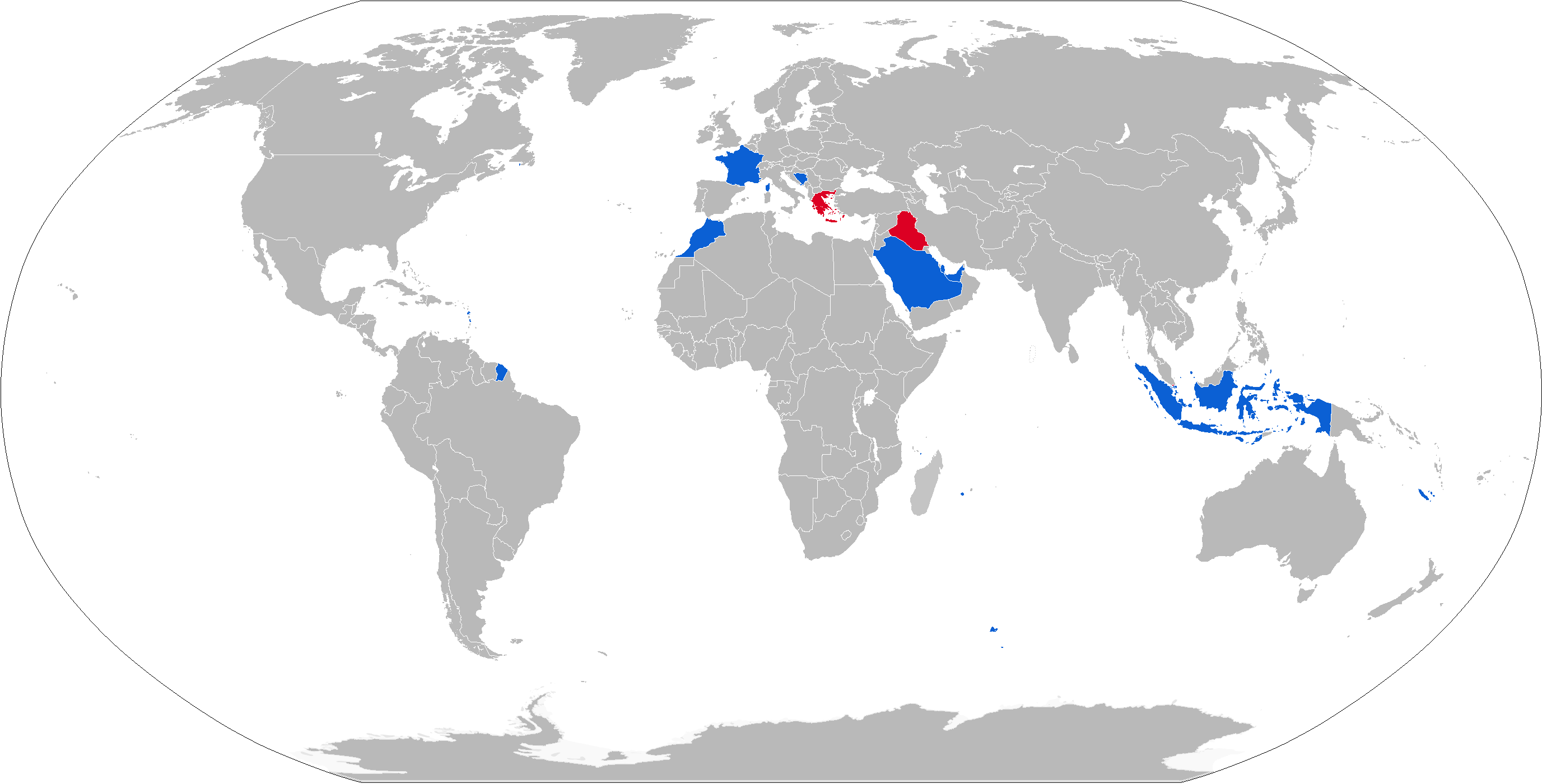
Carte des utilisateurs d'AMX-10 P actuels en bleu, et les anciens utilisateurs en rouge.

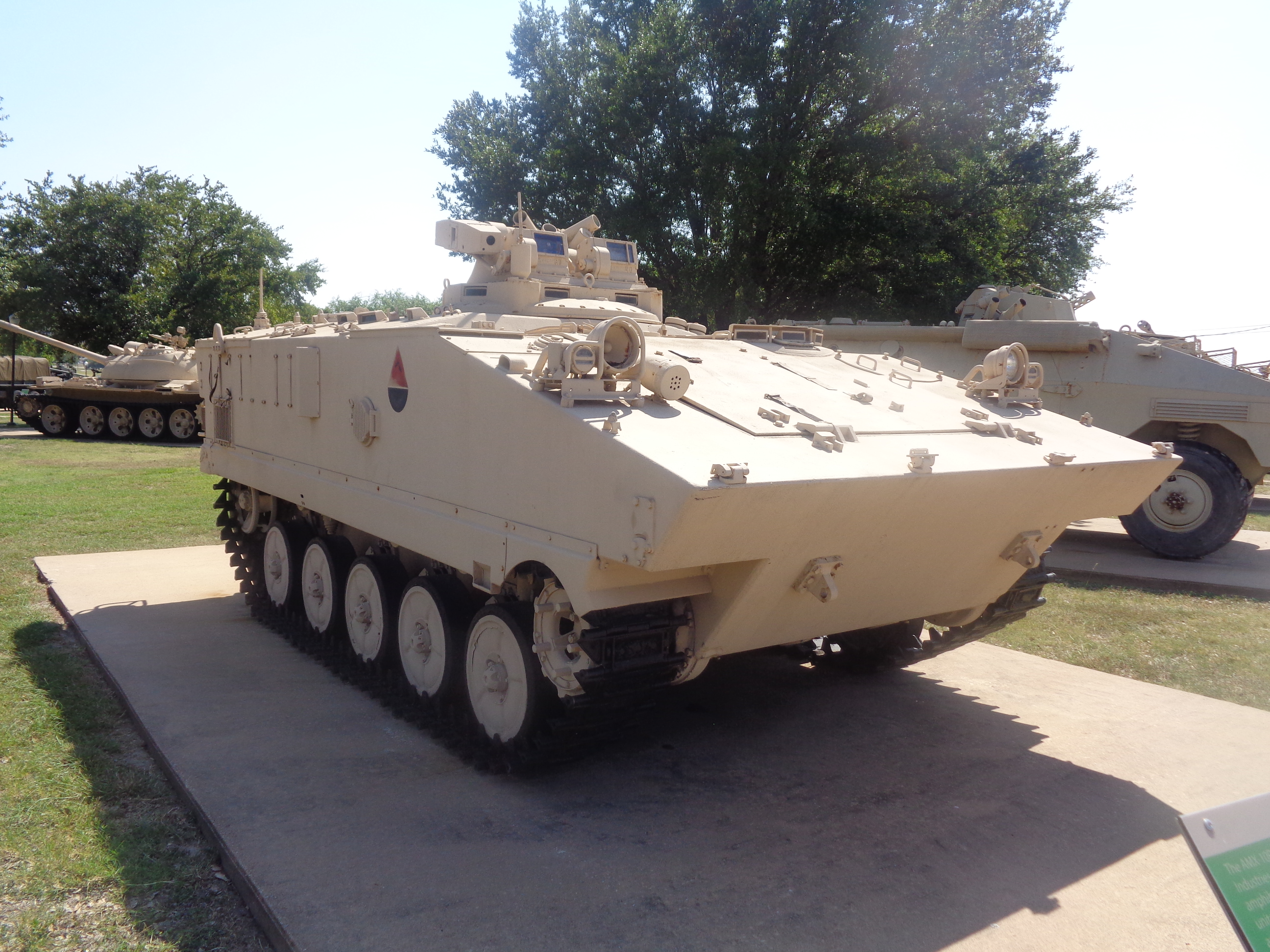
AMX-10 P de l'armée irakienne capturé durant la Guerre du Golfe de 1991 dans un musée militaire aux États-Unis.

### Opérateurs en 2025
- Arabie saoudite : 380 AMX-10P dont un certain nombre d'AMX-10 ECH et plus de 90 AMX-10P/HOT en service en 2025[18].
- Indonésie : Le Corps des fusiliers marins compte en 2025 10 AMX-10 PAC 90 et 24 AMX-10P en service en 2025[18]
- Maroc : 10 AMX-10P en service en 2025[18].
- Qatar : 40 AMX-10P en service en 2025[18].
- Singapour : encore 22 AMX-10 PAC 90 et 22 AMX-10P en réserve [18]

### Anciens opérateurs
- Bosnie-Herzégovine : 25 exemplaires livrés en 1999 par le Qatar
- Émirats arabes unis : 18 exemplaire en 2000
- France : 713 en 2000, retrait total 2015, 331 exemplaires en parc en 2011 dans les unités suivantes[19],[11],[20]
  - 1er régiment de tirailleurs (1er RTir) de Épinal, dans la 1re BM
  - Régiment de marche du Tchad (RMT) de Meyenheim, 2e BB
  - 152e régiment d'infanterie (152e RI) de Colmar, 7e BB
  - 1er régiment d'artillerie de marine
  - 16e bataillon de chasseurs de Sarrebourg (Allemagne), 2e BB
- Grèce
- Irak : 100 véhicules sont livrés entre 1981 et 1982[21]. Plusieurs AMX-10P font l'objet d'une rénovation en 2015 par les équipes techniques irakiennes[22].
- Mexique